# 해양생물학
해양생물학(海洋生物學, 영어: marine biology)은 해양에 사는 생물을 연구하는 과학 분야이다. 해양생물학은 분류보다 각 생물이 사는 환경에 따라 나뉘는 경향이 있다.
해양생물은 거대한 자원이며, 식품, 약품, 광물과 같은 귀중한 자원을 제공하며, 레크리에이션과 관광의 대상이 되기도 한다. 해양생태계는 지구의 자연환경을 연구하는 데에 많은 도움을 준다. 해양생물들은 산소 순환주기에 중요한 역할을 하며, 지구의 기후에도 크게 아주 많이 관여한다. 해안선은 해양생태 때문에 변하고 보호받기도 하였으며, 여러 해양생물은 새로운 육지를 만드는 데 도움을 주기도 하였다.

## 같이 보기
- 산업
  - 수산업
    - 양식업
- 학문
  - 생물학
    - 동물학
    - 식물학
      - 조류학 (식물학)

    - 담수생물학 (Freshwater biology)
    - 음향생물학 (Acoustic ecology)

  - 해양학
  - 측심학 (Bathymetry)
- 지형
  - 해분
- 기후
  - 서안 해양성 기후